# 本多助成
本多 助成（ほんだ すけしげ）は、信濃飯山藩の第8代藩主。広孝系本多家12代。

## 生涯
弘化3年（1846年）6月15日、第7代藩主・本多助実の長男として生まれる。文久元年（1861年）5月15日、将軍・徳川家茂に拝謁する。同年12月16日、従五位下伊勢守に叙任する。5尺8寸の威風堂々とした体格であり、文武にも秀でていた。慶応2年（1866年）6月12日、第2次長州征伐に際し、病気の父助実の代理として大坂への出陣を命じられる。同年7月23日、大坂に到着する。同年10月5日、帰藩を許可される。慶応3年（1867年）4月4日、父助実の隠居により家督を相続する。
慶応4年（1868年）3月5日、明治新政府からそれまでの非協力的な態度を問題とされて、謹慎を命じられる。同年3月16日、新政府に1万5000両の軍資金を献納する。同年3月18日、謹慎を解かれる。同年4月、飯山城下において古屋佐久左衛門らと新政府軍による戦闘が起きる（飯山戦争）。同年6月14日（異説として7月25日）に死去した。享年23。しかし、公的には死亡を隠し、隠居届を提出した。そのため、公的には以下のような経歴になっている。
同年7月23日、隠居し、養子助寵（実弟）に家督を譲った。同年7月25日、死亡する。
起倒流柔術や大坪本流馬術、宝蔵院流槍術など武術に長ける一方で、詩文や書画の才能もあり、将来には幕閣にも期待された。そのため周囲からは「本多の若殿」「松平遠州侯」と称されたという。また、あまりに若すぎる死は、当時から毒殺とも噂されたという。

## 系譜
父母
- 本多助実（父）

養子
- 本多助寵 ー 実弟